# Marmarošská župa (Uhersko)

Marmarošská župa v Uhrách

Marmarošská župa (latinsky: comitatus Maramarosiensis vel Marmarosiensis vel Maramarusiensis, maďarsky: Máramaros vármegye, rumunsky: Comitatul Maramureş, německy: Komitat Maramuresch) byl komitát, stolice a župa v Uhersku, v současnosti je územím, které leží v severozápadním Rumunsku a na západní Ukrajině (Zakarpatská oblast v její východní polovině). Zahrnoval horní údolí Tisy (Marmarošskou kotlinu) od jejích pramenů k masívu Orzen, v údolích přítoků Tisy – Riki, Terebli, Teresvy (severní přítoky), Izy a Vișeu (jižní). 
Župa vznikla v roce 1303. Hlavním městem bylo město Marmarošská Sihoť (rusínsky: Sihota, maďarsky: Máramarossziget, německy: Maramureschsigeth anebo Siget). Ve 20. století se župa dělila na deset okresů a jedno město.
Po dělení Maďarska na začátku 16. století Marmarošská župa včetně Zakarpatí se dostala pod vládu sedmihorských knížat.
Po první světové válce na základě Trianonské dohody byla župa rozdělená mezi Československo (2/3) a Rumunsko (1/3). Jednání, která se uskutečnila po únorové revoluci mezi Československem a Rumunskem, aby Sihoť i s okolím bylo připojené k Podkarpatské Rusi, nevedla ke kladnému výsledku. Část území Marmaroše byla nejvýchodnější částí Československa. Rumunský díl Marmaroše vede po levé straně řeky Tisy. Hranice jeho území sahaly až na sever po Halič, na jihu to byly současné hranice Rumunska. Do jeho území spadá tok řeky Tisy, ale bez rumunských přítoků. 
Po okupaci Zakarpatí Maďary v roce 1939 byla Marmarošská župa obnovena s hlavním městem v Chustu. Po okupaci severního Sedmihradska v roce 1940 byla k župě připojena i rumunská část. Po druhé světové válce byly hranice navráceny podle roku 1937. Československá část župy byla připojena k Zakarpatské oblasti Ukrajinské sovětské socialistické republiky, dnes Ukrajina.
Obyvatelstvo oblasti je většinou rusínské (oficiálně ukrajinské) národnosti. Ve větších obcích žije více Židů, méně Rumunů a Maďarů. Nejvýchodnější cíp oblasti obývají Huculové.